# Слуда (Тотемський район)
Слуда́ (рос. Слуда) — присілок у складі Тотемського району Вологодської області, Росія. Входить до складу П'ятовського сільського поселення.

## Населення
Населення — 3 особи (2010; 9 у 2002).
Національний склад (станом на 2002 рік):
- росіяни — 89 %